# Indische Cricket-Nationalmannschaft in Südafrika in der Saison 2013/14
Die Tour der indischen Cricket-Nationalmannschaft nach Südafrika in der Saison 2013/14 fand vom 5. bis 30. Dezember 2013 statt. Die internationale Cricket-Tour war Bestandteil der Internationalen Cricket-Saison 2013/14 und umfasste zwei Tests und drei ODIs. Südafrika gewann die Test-Serie mit 1–0, und die ODI-Serie 2–0. Die Tests waren Bestandteil der ICC Test Championship und die ODIs Bestandteil der ICC ODI Championship.

## Vorgeschichte

### Einordnung
Südafrika bestritt zuvor eine Tour gegen Pakistan, Indien in den West Indies. Das letzte Aufeinandertreffen der beiden Mannschaften bei einer Tour fand in der Saison 2011/12 in Südafrika statt.

### Ansetzung
Ursprünglich verkündete der südafrikanische Verband CSA eine umfangreichere Tour über 3 Tests, 7 ODIs und 2 Twenty20s. Der indische Verband BCCI legte jedoch Einspruch ein und so kam es zu Neuverhandlungen über die Ansetzungen.

## Stadien
Die folgenden Stadien wurden für die Tour als Austragungsort vorgesehen und am 30. Oktober 2013 festgelegt:
| Stadion                  | Stadt        | Kapazität | Spiele          |
| ------------------------ | ------------ | --------- | --------------- |
| Centurion Park           | Centurion    | 22.000    | 3. ODI          |
| Sahara Stadium Kingsmead | Durban       | 25.000    | 2. Test; 2. ODI |
| Wanderers Stadium        | Johannesburg | 34.000    | 1. Test; 1. ODI |

## Kaderlisten
Indien benannte seine Kader am 25. November 2013. Südafrika benannte seinen Test-Kader am 9. Dezember 2013.
| Test | Test | ODI | ODI |
| Südafrika | Indien | Südafrika | Indien |
| --- | --- | --- | --- |
| - AB de Villiers (K) - Hashim Amla - Quinton de Kock (wk) - Jean-Paul Duminy - Imran Tahir - Jacques Kallis - Ryan McLaren - David Miller - Morne Morkel - Wayne Parnell - Vernon Philander - Graeme Smith - Dale Steyn - Lonwabo Tsotsobe | - Mahendra Singh Dhoni (K, wk) - Ravichandran Ashwin - Shikhar Dhawan - Ravindra Jadeja - Virat Kohli - Bhuvneshwar Kumar - Amit Mishra - Mohammed Shami - Ajinkya Rahane - Suresh Raina - Ambati Rayudu - Ishant Sharma - Mohit Sharma - Rohit Sharma - Umesh Yadav - Yuvraj Singh | - Graeme Smith (K) - AB de Villiers (wk) - Hashim Amla - Jean-Paul Duminy - Faf du Plessis - Dean Elgar - Imran Tahir - Jacques Kallis - Rory Kleinveldt - Morne Morkel - Alviro Petersen - Robin Peterson - Vernon Philander - Dale Steyn - Thami Tsolekile | - Mahendra Singh Dhoni (K, wk) - Ravichandran Ashwin - Shikhar Dhawan - Ravindra Jadeja - Zaheer Khan - Virat Kohli - Bhuvneshwar Kumar - Mohammed Shami - Pragyan Ojha - Cheteshwar Pujara - Ajinkya Rahane - Ambati Rayudu - Wriddhiman Saha (wk) - Ishant Sharma - Rohit Sharma - Murali Vijay - Umesh Yadav |

## Tour Match
| 14. – 15. Dezember | Benoni | South African Invitation XI | – | Indians |
|                    |        | Abgesagt                    |   |         |

## One-Day Internationals

### Erstes ODI in Johannesburg
| 5. Dezember Scorecard | Johannesburg | Südafrika 358-4 (50)           | – | Indien 217 (41) |
|                       |              | Südafrika gewinnt mit 141 Runs |   |                 |

### Zweites ODI in Durban
| 8. Dezember Scorecard | Durban | Südafrika 280-6 (49/49)        | – | Indien 146 (35.1/49) |
|                       |        | Südafrika gewinnt mit 134 Runs |   |                      |

### Drittes ODI in Centurion
| 25. Januar Scorecard | Centurion | Südafrika 301-8 (50) | – | Indien |
|                      |           | No Result            |   |        |

## Tests

### Erster Test in Johannesburg
| 18. – 22. Dezember Scorecard | Johannesburg | Indien 280 (106) & 421 (120.4) | – | Südafrika 244 (75.3) & 450-7 (136) |
|                              |              | Remis                          |   |                                    |

### Zweiter Test in Durban
| 26. – 30. Dezember Scorecard | Durban | Indien 334 (111.3) & 223 (86)    | – | Südafrika 500 (155.2) & 59-0 (11.4) |
|                              |        | Südafrika gewinnt mit 10 Wickets |   |                                     |

## Statistiken
Die folgenden Cricketstatistiken wurden bei dieser Tour erzielt:
| Tests             | Tests      | Tests   | Tests   | Tests   | Tests   | Tests   | Tests   | Tests   |
| Batting           | Batting    | Batting | Batting | Batting | Batting | Batting | Batting | Batting |
| Spieler           | Mannschaft | Spiele  | Innings | Runs    | Average | HS      | 100s    | 50s     |
| ----------------- | ---------- | ------- | ------- | ------- | ------- | ------- | ------- | ------- |
| Cheteshwar Pujara | Indien     | 2       | 4       | 280     | 70,00   | 153     | 1       | 1       |
| Virat Kohli       | Indien     | 2       | 4       | 272     | 68,00   | 119     | 1       | 1       |
| Ajinkya Rahane    | Indien     | 2       | 4       | 209     | 69,66   | 96      | 0       | 2       |
| Faf du Plessis    | Südafrika  | 2       | 3       | 197     | 65,66   | 134     | 1       | 0       |
| AB de Villiers    | Südafrika  | 2       | 3       | 190     | 63,33   | 103     | 1       | 1       |
| Alviro Petersen   | Südafrika  | 2       | 4       | 190     | 63,33   | 76      | 0       | 2       |
| Bowling           |            |         |         |         |         |         |         |         |
| Spieler           | Mannschaft | Spiele  | Overs   | Wickets | Average | BBI     | 5W      | 10W     |
| Vernon Philander  | Südafrika  | 2       | 92      | 10      | 22,80   | 4/61    | 0       | 0       |
| Dale Steyn        | Südafrika  | 2       | 107     | 10      | 31,20   | 6/100   | 1       | 0       |
| Zaheer Khan       | Indien     | 2       | 88.3    | 7       | 45,71   | 4/88    | 0       | 0       |
| Morné Morkel      | Südafrika  | 2       | 64.3    | 6       | 20,33   | 3/34    | 0       | 0       |
| Ravindra Jadeja   | Indien     | 1       | 62.2    | 6       | 25,66   | 6/138   | 1       | 0       |
| Mohammed Shami    | Indien     | 2       | 75      | 6       | 43,83   | 3/107   | 0       | 0       |

| ODIs             | ODIs       | ODIs    | ODIs    | ODIs    | ODIs    | ODIs    | ODIs    | ODIs    |
| Batting          | Batting    | Batting | Batting | Batting | Batting | Batting | Batting | Batting |
| Spieler          | Mannschaft | Spiele  | Innings | Runs    | Average | HS      | 100s    | 50s     |
| ---------------- | ---------- | ------- | ------- | ------- | ------- | ------- | ------- | ------- |
| Quinton de Kock  | Südafrika  | 3       | 3       | 342     | 114,00  | 135     | 3       | 0       |
| AB de Villiers   | Südafrika  | 3       | 3       | 189     | 63,00   | 109     | 1       | 1       |
| Hashim Amla      | Südafrika  | 3       | 3       | 178     | 59,33   | 100     | 1       | 1       |
| JP Duminy        | Südafrika  | 3       | 3       | 85      | 42,50   | 59*     | 0       | 1       |
| MS Dhoni         | Indien     | 3       | 2       | 84      | 42,00   | 65      | 0       | 1       |
| Bowling          |            |         |         |         |         |         |         |         |
| Spieler          | Mannschaft | Spiele  | Overs   | Wickets | Average | BBI     | 5W      | 10W     |
| Mohammed Shami   | Indien     | 3       | 28      | 9       | 20,55   | 3/48    | 0       | 0       |
| Dale Steyn       | Südafrika  | 2       | 15      | 6       | 7,00    | 3/17    | 0       | 0       |
| Lonwabo Tsotsobe | Südafrika  | 3       | 16.1    | 4       | 19,25   | 4/25    | 0       | 0       |
| Ishant Sharma    | Indien     | 2       | 17      | 4       | 19,50   | 4/40    | 0       | 0       |
| Morné Morkel     | Südafrika  | 2       | 14      | 3       | 21,00   | 2/34    | 0       | 0       |
| Ryan McLaren     | Südafrika  | 3       | 12      | 3       | 24,66   | 3/49    | 0       | 0       |

## Player of the Series
Als Player of the Series wurden die folgenden Spieler ausgezeichnet:
| Serie | Player of the Series |
| ----- | -------------------- |
| Test  | Quinton de Kock      |
| ODI   | AB de Villiers       |

### Player of the Match
Als Player of the Match wurden die folgenden Spieler ausgezeichnet:
| Spiel   | Player of the Match |
| ------- | ------------------- |
| 1. ODI  | Quinton de Kock     |
| 2. ODI  | Quinton de Kock     |
| 1. Test | Virat Kohli         |
| 2. Test | Dale Steyn          |